# 河南乡 (克山县)
河南乡，是中华人民共和国黑龙江省齐齐哈尔市克山县下辖的一个乡镇级行政单位。

## 行政区划
河南乡下辖以下地区：
学习村、二河村、华安村、兴利村、联合村、仁发村、永兴村、公政村和大河村。